# Gustaf Johansson (poet)
Gustaf Henrik Johansson, född den 24 april 1891 i Oskarshamn, död där den 27 januari 1925, var en svensk författare och journalist. Han var bror till Adolf Johansson.

## Biografi
Johansson var en ursprunglig naturlyriker, som dock i debutboken även skildrade sjömanslivet. Hans första roman Myrholmspojkarna är en äventyrsberättelse som utspelar sig först i Småland och därefter i Sibirien. 